# 魏冉
魏冉（前335—前266），芈姓，魏氏，名冉，亦作魏焻、魏厓，中国战国时期秦国政治家，宣太后异父弟，封於穰邑（今日河南鄧州市），故為穰侯。
秦武王23歲因舉鼎負傷而死，沒有兒子，各兄弟爭位。魏冉實力較大，擁立秦昭王，亦幫秦昭王清除了爭位的對手。之後推薦白起，加上自己的戰功，多次戰勝魏國與趙國等，得到很多賞賜，比王室更富有。穰侯魏冉、宛侯公子芾、鄧侯公子悝和華侯羋戎等四大列侯掌控秦政，並稱「四貴」。
范雎入秦後，向秦昭王遊說，稱宣太后與穰、宛、鄧、華四貴是國政的障礙，於是昭王罷免魏冉，改以范雎拜相，並將魏冉發配到函谷關以外，魏冉憂鬱而亡。

## 生平

### 支持昭王
魏冉是秦昭王母亲宣太后（芈八子）同母异父的弟弟，其先世是楚国人，姓芈。
秦武王死后无子，所以立武王異母弟弟嬴稷（拼音：jì，注音：ㄐㄧˋ）为国君，即秦昭王。待到昭王即位，昭王之母芈八子才称为宣太后。宣太后并非武王的生母（惠文后）。宣太后有二弟：她的异父长弟为魏冉；她的同父弟弟叫芈戎（即华阳君）。昭王还有二弟：高陵君和泾阳君。诸多人中，魏冉最为贤能，从惠王、武王时即已任职掌权。武王死后，诸多王子争相继承王位，只有魏冉有实力，并拥立昭王。昭王即位后，便任命魏冉为将军(秦武王之前，秦國軍功爵位有二十級，稱二十等爵，卻並沒有「將軍」的爵位封號。直到秦武王四年(公元前307年)，秦國開始設置武官的最高職 :「將軍」)，成為秦國歷史上的第一位將軍 。卫戍咸阳。他曾经平定了武王之母惠文后，擁立的季君公子壮诸多大臣叛乱，并将武王后驱逐到魏国，昭王兄弟中有图谋不轨的全部遭到诛灭，魏冉的声威也因此一时震动秦国。当时昭王年纪尚轻，宣太后亲自主持朝政，魏冉执掌大权。

### 担任丞相
昭王七年（前300年），樗里子死去，秦国派泾阳君到齐国作人质。赵国人楼缓来秦国任相，这对赵国显然不利，于是赵国派仇液到秦国游说，请求魏冉担任秦相。仇液即将上路时，其门客宋公对仇液说：“假如秦王不听从您的劝说，楼缓必定怨恨您。您不如对楼缓称‘为您打算，我劝说秦王任用魏冉为相之事将会有所保留。’秦王见赵国使者并不急于请求举荐魏冉，必心生怀疑，定会不听从您的劝说。如此如果事情不成功，秦王乃用楼缓为相，您会得到楼缓的好感；如果事情成功了，秦王任用魏冉为相，那么魏冉也当感激您了”。于是，仇液听从了宋公建议。秦国果然免掉了楼缓，任魏冉为丞相。
秦昭王要诛杀吕礼时，吕礼逃到齐国。昭王十四年（前293年），魏冉推举白起为将军，派他代替向寿领兵攻打韩国和魏国，在伊阙战败了韩魏联军，斩敌二十四万人，俘虏了魏将公孙喜。第二年，又夺取了楚国的宛、叶两座城邑。此后，魏冉托病免职，秦王任用客卿寿烛为丞相。第二年，寿烛免职，又起用魏冉任丞相，赐封魏冉于穰邑（今河南鄧州）、陶邑（今山東定陶），称穰侯。

### 向东扩张
穰侯受封的第四年，担任秦国将军进攻魏国。魏国被迫献出黄河以东四百里的土地。一年后，秦国又占领了魏国河内地区，夺取了大小城邑六十余座。昭王十九年（前288年），由魏冉操持，秦昭王自称“西帝”，尊齐湣王为“东帝”。一个多月后，齐、秦两国国君取消帝号，仍旧称王。魏冉再度任秦国丞相后，第六年被免职。免职后二年，第三次再任秦国丞相。四年后，他派白起攻取了楚国郢都，秦国设置为南郡，赐白起为武安君。白起，为穰侯所举荐的将军，两人私交甚好。当时穰侯自己的财富也已超过了国君。
昭王三十二年（前275年），穰侯任相国，带兵进攻魏国、魏将芒卯战败而逃，进入北宅，随即围攻大梁。魏国大夫须贾劝说穰侯道：“我听魏国的一位长吏对魏王说：‘从前梁惠王攻打赵国，取得了三梁，拿下邯郸；而赵王虽然战败也不肯割地，后来邯郸终于被赵国收复。齐国攻打卫国，拿下了国都，杀死了子良；而卫人即使受辱也决不割地，后来重获失去的国都。卫、赵两国之所以国家完整，军队强劲，土地不被诸侯兼并，是因他们能够忍受苦难，爱惜每寸土地。宋国、中山国屡遭进犯又屡次割地，结果国家随即灭亡。我认为卫国、赵国值得效法，而宋国、中山国则当引以为戒。秦国是个贪婪无厌，凶恶暴戾的国家，切勿亲近。它蚕食魏国，吞尽原属晋国之地，战胜暴鸢，割取八个县之多，土地来不及全部并入，可是军队又耀武扬威地出动了。秦国哪有什么满足的时候呢？现在又使芒卯败逃，开进了北宅，这并非敢于进攻魏都，而是威胁大王多要割地。大王切勿接受秦国要求。现若大王背弃楚国、赵国而与秦国讲和，楚、赵两国必定怨恨而背离大王，而与大王争相示好秦国，秦国必定接受它们做法。秦国挟制楚、赵两国的军队再攻魏都，那么魏国不会亡国的。望大王一定不要讲和。大王若求和，也要少割地并且要有人质作保；不然，必定上当受骗。’这是我在魏国所听到的，希望您据此来考虑是否围攻大梁。《周书》上说‘惟命不于常’，这就是说天赐的幸运无法屡次获得。秦国战胜暴鸢，割取八县，并非兵力精良，也非计谋高超巧妙，而主要来自运气。现秦国又打败了芒卯，兵入北宅，进而围攻大梁，如果把获得上天的眷顾视为常态，非聪明的人所想。据我所知，魏国已调集全部上百个县的精兵良将来保卫大梁，似乎不少于三十万人。以三十万的大军来守卫七丈高的城垣，我认为即使商汤、周武王死而复生，也难以攻下。后有楚、赵联军，要登七丈高的城垣，与三十万大军对垒，而且志在必得，我认为自古至今不曾有过。攻而不克，秦军必然疲惫不堪，大梁攻不下而陶邑却定要丧失，那就前功尽弃了。现在魏国正犹疑未决，希望您抓住楚、赵援军尚未到达大梁的时机，赶快以少割土地来收服魏国。魏国正当犹疑之际，会以少割土地换取大梁解围的对策，那么您的愿望就会实现了。楚、赵两国对于魏国抢先与秦国媾和，必然会大为恼火，必定争着讨好秦国，合纵即可因此瓦解，您随后即可从容个个击破。况且，获取土地并非仅通过军事，割取了原来的晋国土地，秦军不必攻坚，魏国就会乖乖地献出绛、安邑两城。此后您打开了河西、河东两条通道，原来宋国的土地也将被秦国所有，随即卫国必会献出单父。秦军不动兵卒，而您却能控制全面局势，有什么无法索取、无法成功呢！希望您仔细考虑是否围攻大梁，不要冒险。”穰侯赞同，于是停止攻梁，解围而去。
第二年，魏国背离秦国，同齐国合纵交好。秦王派穰侯再次攻打魏国，斩敌四万人，魏将暴鸢（拼音：yuān，注音：ㄩㄢ）战败而逃，秦国取得了魏国的三个县。穰侯又增加了封邑。
第三年，穰侯与白起、客卿胡阳再次攻打赵、韩、魏三军，在华阳城下，大败芒卯，斩敌十万人，夺取了魏国的卷、蔡阳、长社，赵国的观津。接着又把观津还给了赵国，并且给赵国增加兵力，让赵国攻打齐国。齐襄王惧怕被伐，让苏代替齐国暗地里送给穰侯书信，称：“我听来往传说‘秦国将要给赵国增援四万士兵来攻打齐国’，我私下一定对我们国君说‘秦王精明而谙熟谋略，穰侯机智而精通军事，一定不会这么做’。因为韩、赵、魏三国友好结盟，这是秦国的深仇大敌。它们三国之间的关系非同一般，尽管有上百次的背弃、相骗，但都不算是背信弃义，一旦它们对外、均是互信不疑。赵国战胜齐国，会使赵国强盛。而赵国才是秦国所仇视的大敌，此举显然对秦国不利，这是第一点。秦国的谋臣一定会说‘打败齐国，先削弱三晋和楚国的力量，然后再战而胜之’。其实，齐国已是势单力薄，调集天下诸侯的兵力攻打齐国，如同用强弓冲开溃烂的痈疽，齐国必亡无疑，如何能削弱三晋和楚国呢？这是第二点。秦国若出兵少，那么三晋和楚国就不信秦国；若出兵多，就会让三晋和楚国担忧将被秦国控制。齐国惧怕被伐，不会投靠秦国，而必定投靠三晋和楚国。这是第三点。秦国以瓜分齐国来引诱三晋和楚国，而三晋和楚国派兵进驻加以扼守，秦国反而会腹背受敌。这是第四点。这种做法就是让三晋和楚国借秦国之力谋取齐国，拿齐国之地对付秦国，怎么三晋、楚国如此聪明而秦国、齐国如此愚蠢？这是第五点。因此，秦国取得安邑，并治理好它，自然没有祸患了。因为秦国占据了安邑，韩国必定无法控制上党了。夺取天下的中心区域，与出兵却担忧不能返回，两者相比，哪个有利？道理是显而易见的，所以我才说秦国精明而谙熟谋略，穰侯机智而精通军事，肯定不会给赵国四万士兵让他攻打齐国了。”穰侯看后赞同，带兵撤退返回秦国。

### 晚年
昭王三十六年（前271年），当时相国穰侯与客卿灶商议攻打齐国，夺取刚、寿两城，扩大自己在陶邑的封地。此时魏国人范睢（自称张禄先生），讥笑穰侯竟然越过韩、魏等国去攻打齐国，他趁机劝说秦昭王阻止，昭王赞同范睢主张。范睢进一步向昭王阐明，宣太后在朝廷内专制，穰侯在外事上专权，泾阳君、高陵君等人则过于奢侈，比王室还富有。昭王41年（公元前266年）時秦昭王醒悟，讓宣太后退居後宮，免掉穰侯的相国职务，责令泾阳君等人都一律迁出国都到各自封地。穰侯离开关卡时，辎重有上千多辆车乘。
穰侯死于陶邑，并葬在那里。之后秦国收回陶邑设为郡。

## 评价
司马迁对魏冉有高度评价，在《史记》中称赞道，“秦国之所以能够向东扩张领土，削弱诸侯，曾经称帝于天下，各国诸侯无不俯首称臣，这当属穰侯功劳。等到显贵至极，豪富无比之时，一人（范雎）说破，便屈居下位，权势被夺，乃至忧愁而死，何况那些寄居异国的臣子呢！”

## 影视形象
- 2013年《大秦帝国之纵横》：張振華饰演魏冉[24]。
- 2017年《大秦帝国之崛起》：赵春羊饰演魏冉。
- 2015年《芈月传》：张钧涵饰演魏冉[25]。

## 延伸阅读
[在维基数据编辑]
 《史記/卷072》，出自司馬遷《史記》